# Claude Provost
Pour les articles homonymes, voir Provost.
Claude Joseph Antoine Provost (né le 17 septembre 1933 à Montréal au Canada - mort le 17 avril 1984 à Miami aux États-Unis à l'âge de 50 ans) est un joueur professionnel de hockey sur glace qui a joué dans la Ligue nationale de hockey (LNH). Il est un des premiers attaquants de la LNH à devenir un spécialiste de la couverture défensive des joueurs vedettes des équipes adverses. On disait de lui qu'il était l'ombre de Bobby Hull, jadis attaquant vedette des Black Hawks de Chicago.

## Carrière
Claude joue toute sa carrière avec les Canadiens de Montréal, portant majoritairement le numéro 14. Il gagne la Coupe Stanley à neuf reprises ; seuls Henri Richard (11), Jean Béliveau (10) et Yvan Cournoyer (10) font mieux que lui à ce chapitre dans l'histoire de la LNH. En 1968, Il est le tout premier récipiendaire du trophée Bill-Masterton, remis au joueur ayant fait preuve du plus de persévérance et d'esprit d'équipe dans la LNH. En 15 saisons, Claude Provost ne rate que 46 rencontres. Il détient toujours le record pour le but le plus rapide en début de période: 4 secondes. 
Claude est l'un des douze joueurs des Canadiens de Montréal à participer à chacune des 5 conquêtes consécutives de la Coupe Stanley de 1955-1956 à 1959-1960 en compagnie de Maurice Richard, Henri Richard, Jean Béliveau, Jacques Plante, Doug Harvey, Dickie Moore, Bernard Geoffrion, Jean-Guy Talbot, Don Marshall, Bob Turner et Tom Johnson.

## Palmarès
- Trophée Bill-Masterton : 1968 ;
- Coupe Stanley : 1956, 1957, 1958, 1959, 1960, 1965, 1966, 1968, 1969 ;
- Première Équipe d'étoiles de la LNH : 1965 ;
- Match des étoiles : 1956, 1957, 1958, 1959, 1960, 1961, 1962, 1963, 1964, 1965, 1967 ;
- Record de la LNH : but le plus rapide en début de période (4 secondes, début de deuxième, 9 novembre 1957 contre Boston).

## Statistiques
| Saison     | Équipe                         | Ligue       |       | Saison régulière | Saison régulière | Saison régulière | Saison régulière | Saison régulière |    | Séries éliminatoires | Séries éliminatoires | Séries éliminatoires | Séries éliminatoires | Séries éliminatoires |
| Saison     | Équipe                         | Ligue       | PJ    | B                | A                | Pts              | Pun              | PJ               | B  | A                    | Pts                  | Pun                  |                      |                      |
| 1951-1952  | Nationale de Montréal          | LHJQ        | 49    | 24               | 29               | 53               | 46               | 9                | 5  | 2                    | 7                    | 4                    |                      |                      |
| 1952-1953  | Canadien junior de Montréal    | LHJQ        | 46    | 24               | 36               | 60               | 29               | 7                | 6  | 5                    | 11                   | 10                   |                      |                      |
| 1953-1954  | Canadien junior de Montréal    | LHJQ        | 48    | 45               | 39               | 84               | 83               | 8                | 3  | 8                    | 11                   | 16                   |                      |                      |
| 1954-1955  | Cataractes de Shawinigan-Falls | LHQ         | 61    | 25               | 23               | 48               | 44               | 13               | 6  | 3                    | 9                    | 6                    |                      |                      |
| 1955       | Cataractes de Shawinigan-Falls | Troph. Edin | -     | -                | -                | -                | -                | 7                | 2  | 2                    | 4                    | 4                    |                      |                      |
| 1955-1956  | Cataractes de Shawinigan-Falls | LHQ         | 9     | 7                | 8                | 15               | 12               | -                | -  | -                    | -                    | -                    |                      |                      |
| 1955-1956  | Canadiens de Montréal          | LNH         | 60    | 13               | 16               | 29               | 30               | 10               | 3  | 3                    | 6                    | 12                   |                      |                      |
| 1956-1957  | Canadiens de Montréal          | LNH         | 67    | 16               | 14               | 30               | 24               | 10               | 0  | 1                    | 1                    | 8                    |                      |                      |
| 1957-1958  | Canadiens de Montréal          | LNH         | 70    | 19               | 32               | 51               | 71               | 10               | 1  | 3                    | 4                    | 8                    |                      |                      |
| 1958-1959  | Canadiens de Montréal          | LNH         | 69    | 16               | 22               | 38               | 37               | 11               | 6  | 2                    | 8                    | 2                    |                      |                      |
| 1959-1960  | Canadiens de Montréal          | LNH         | 70    | 17               | 29               | 46               | 42               | 8                | 1  | 1                    | 2                    | 0                    |                      |                      |
| 1960-1961  | Canadiens de Montréal          | LNH         | 49    | 11               | 4                | 15               | 32               | 6                | 1  | 3                    | 4                    | 4                    |                      |                      |
| 1961-1962  | Canadiens de Montréal          | LNH         | 70    | 33               | 29               | 62               | 22               | 6                | 2  | 2                    | 4                    | 2                    |                      |                      |
| 1962-1963  | Canadiens de Montréal          | LNH         | 67    | 20               | 30               | 50               | 26               | 5                | 0  | 1                    | 1                    | 2                    |                      |                      |
| 1963-1964  | Canadiens de Montréal          | LNH         | 68    | 15               | 17               | 32               | 37               | 7                | 2  | 2                    | 4                    | 22                   |                      |                      |
| 1964-1965  | Canadiens de Montréal          | LNH         | 70    | 27               | 37               | 64               | 28               | 13               | 2  | 6                    | 8                    | 12                   |                      |                      |
| 1965-1966  | Canadiens de Montréal          | LNH         | 70    | 19               | 36               | 55               | 38               | 10               | 2  | 3                    | 5                    | 2                    |                      |                      |
| 1966-1967  | Canadiens de Montréal          | LNH         | 64    | 11               | 13               | 24               | 16               | 7                | 1  | 1                    | 2                    | 0                    |                      |                      |
| 1967-1968  | Canadiens de Montréal          | LNH         | 73    | 14               | 30               | 44               | 26               | 13               | 2  | 8                    | 10                   | 10                   |                      |                      |
| 1968-1969  | Canadiens de Montréal          | LNH         | 73    | 13               | 15               | 28               | 18               | 10               | 2  | 2                    | 4                    | 2                    |                      |                      |
| 1969-1970  | Canadiens de Montréal          | LNH         | 65    | 10               | 11               | 21               | 22               | -                | -  | -                    | -                    | -                    |                      |                      |
| Totaux LNH | Totaux LNH                     | Totaux LNH  | 1 005 | 254              | 335              | 589              | 469              | 126              | 25 | 38                   | 63                   | 86                   |                      |                      |